# Torrejón de Velasco
Torrejón de Velasco község Spanyolországban, Madrid tartományban. Torrejón de Velasco Torrejón de la Calzada, Parla, Pinto, Valdemoro, Esquivias, Yeles és Illescas községekkel határos. Lakosainak száma 4893 fő (2024).

## Népesség
A település népessége az utóbbi években az alábbiak szerint változott:
| Lakosok száma | 2085 | 2928 | 3804 | 4049 | 4161 | 4195 | 4261 | 4382 | 4685 | 4893 |
|               | 2001 | 2004 | 2007 | 2009 | 2012 | 2014 | 2017 | 2019 | 2022 | 2024 |